# Lizzy Lind af Hageby

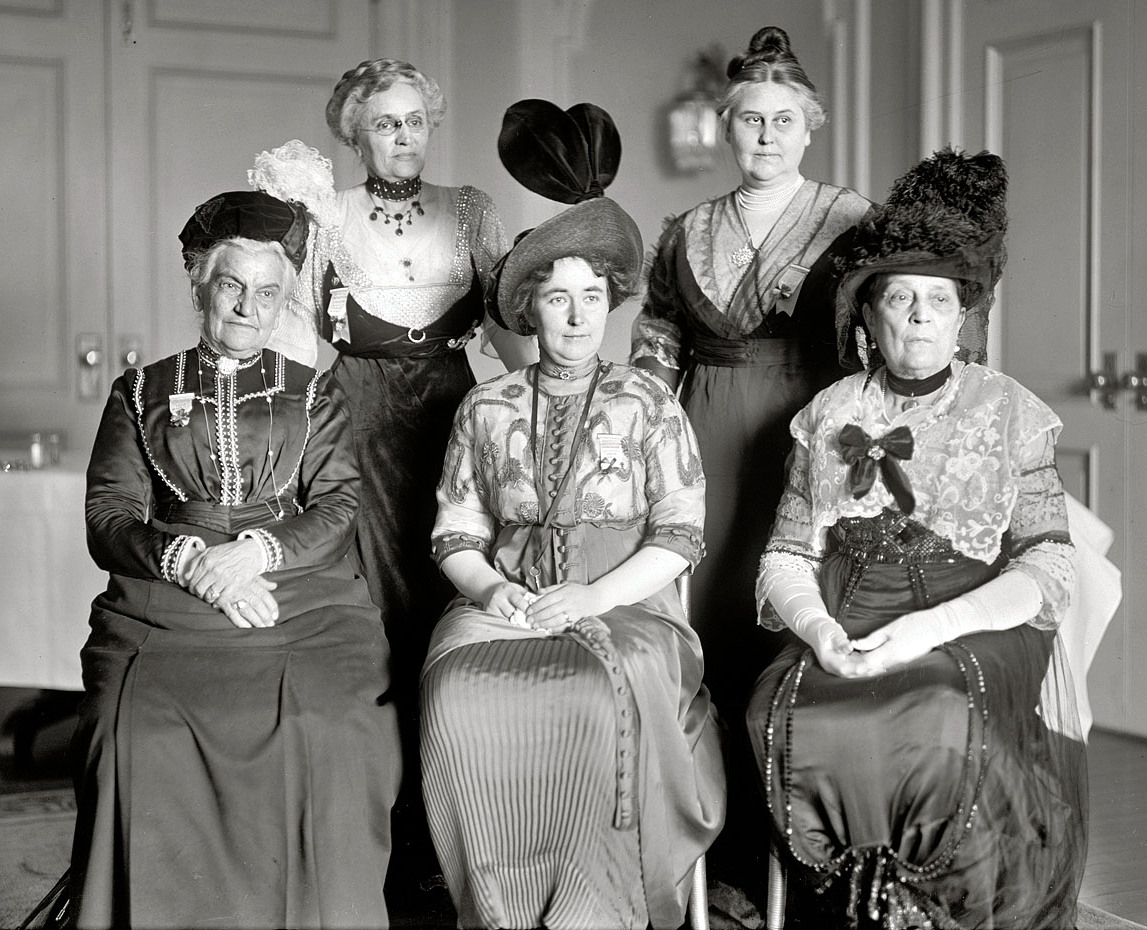
Lizzy Lind af Hageby (assise, au milieu) parmi des membres du Congrès international anti-vivisection, Washington, 1913.

Emilie Augusta Louise « Lizzy » Lind-af-Hageby (20 septembre 1878, 26 décembre 1963) est une féministe britannico-suédoise et militante pour les droits des animaux.
Louise Lind-af-Hageby naît en Suède, fille du juriste Emilie Lind-af-Hageby et petite-fille d'un chambellan du roi de Suède. Elle fait ses études secondaires au Cheltenham Ladies' College à partir de 1896, puis s'installe définitivement en Angleterre en 1902. Elle prend la nationalité britannique en 1912. Elle prend la tête du mouvement anti-vivisectionniste britannique, succédant à Frances Power Cobbe.
Née dans une famille suédoise distinguée, Lind af Hageby et une autre militante suédoise se sont inscrites à l’école de médecine de Londres (University College London) pour femmes en 1902 afin de faire progresser leurs convictions anti-vivisection. Les femmes ont assisté à des vivisections à l’Université de Londres, et en 1903 ont publié leurs journaux, The Shambles of Science : Extraits du Journal des deux étudiants de physiologie, qui accusait les chercheurs d’avoir fait une vivisection sur un chien sans anesthésie. Le scandale qui s’ensuivit, connu sous le nom de « Brown Dog », comprenait un procès en diffamation, des dommages et intérêts pour l’un des chercheurs, et des émeutes à Londres par des étudiants en médecine.
En 1906, Lind af Hageby a cofondé la défense des animaux, la société anti-vivisection et plus tard a dirigé un sanctuaire animalier à Ferne House dans le Dorset avec la duchesse de Hamilton. Elle est devenue citoyenne britannique en 1912, et a passé le reste de sa vie à écrire et à parler de la protection des animaux et le féminisme.En orateur habile, elle a battu un record en 1913 pour le nombre de mots émis au cours d’un procès, quand elle a prononcé 210.000 mots et a posé 20.000 questions lors d’une poursuite en diffamation infructueuse qu’elle a intentée contre le Pall Mall Gazette, qui avait critiqué ses campagnes La Nation  a qualifié son témoignage de «pièce de plaidoyer la plus brillante que le Barreau ait connue depuis le jour de Russell, bien qu’elle ait été entièrement menée par une femme.».

## Jeunesse
Née d’une famille suédoise riche et noble, Lind af Hageby était la petite-fille du chambellan du roi de Suède, et la fille d’Emil Lind af Hageby, un éminent avocat. Elle a fait ses études au Cheltenham Ladies College en Angleterre, ce qui lui a donné accès au type d’éducation non accessible pour la plupart des jeunes femmes à cette époque. A ceci, s’ajoutait une rente versée par sa famille, lui permettant de poursuivre son activisme politique, d’écrire et de voyager à travers le monde pour donner des conférences, d’abord en opposition au travail des enfants et à la prostitution, puis à l’appui de l’émancipation des femmes, et plus tard des droits des animaux. Lisa Gelmark écrit que Lind af Hageby est descendue dans les rues, organisant des rassemblements et des discours, quand les femmes de sa classe étaient censées rester à la maison pour broder.

## The Shambles of Science
Lind af Hegeby et Schartau ont commencé leurs études à l’École de Médecine pour Femmes de Londres (London School of Medicine for Women) en 1902. L’université pour femmes ne montrait pas de vivisection, mais les étudiants étaient autorisés à se rendre aux cours d’autres universités Londoniennes. Lind af Hageby et Schartau ont donc assisté à des démonstrations au King’s College et à University College, ce dernier étant un centre d’expérimentation sur les animaux.
La jeune femme tenait un journal, qu’elle a montré à Stephen Coleridge, le secrétaire de la Société Nationale Antivivisection (National Anti-Vivisection Society). Les 200 pages manuscrites témoignaient d’une allégation issue d’un chapitre intitulé « Fun ». Cette dernière a attiré son attention, déclarant qu’un chien terrier de couleur marron avait été opéré à plusieurs reprises sur une période de deux mois par différents chercheurs, avant d’être disséqué, le tout sans anesthésie et devant une audience d’étudiants de médecine hilares.
« Un grand chien, maintenu sur le dos sur une table d’opération est emmené dans la salle de conférence par le responsable de la démonstration accompagné de son assistant de laboratoire. Ses pâtes sont attachées à la table, sa tête est fermement maintenue selon la procédure habituelle, et il solidement est muselé.
Une large incision a été faite sur le côté de son cou, dévoilant une glande. L’animal montre de nombreux signes de souffrance intense : il lutte, il soulève encore et encore son corps de la table et essaye désespérément de se libérer. »
Si cette accusation était vraie, cela voudrait dire que l’expérience aurait violé l’Acte sur la Cruauté Animale de 1876 (Cruelty to Animals Act 1876). Ce dernier imposait des règles pour ce type de procédure : l’animal devait être anesthésié, il ne devait subir qu’une seule intervention, avant d’être euthanasié. (D’autres autorisations permettaient la vivisection sur un animal conscient). Coleridge a accusé Bayliss publiquement d’avoir violé la loi. Bayliss a répondu en intentant un procès.
Le procès a commencé en novembre 1903, le journal avait alors été publié par Ernest Bell de Covent Garden, une première fois sous le titre de Eye-Witnesses, puis The Shambles of Science : Extracts from the Diary of Two Students of Physiology (Le Désastre des Sciences : Extrait du Journal de Deux Etudiants en Physiologie). Lind af Hageby et Schartau ont témoigné avoir observé que lors de l’entrée du chien dans la salle de conférence, ils n’ont senti aucune odeur et n’ont vu aucun appareil qui aurait pu délivrer l’anesthésiant normalement utilisé (A.C.E mixture). Ils ont déclaré que le chien avait eu des gestes qu’ils considéraient comme « violents et déterminés ». Bayliss a lui déclaré que le chien avait été anesthésié et qu’il souffrait de chorée, une malade qui cause des spasmes involontaires.

## La Société de Défense Animale et d’Anti-vivisection
Lind af Hageby a co-fondé la « Société de Défense Animale et d’Anti-vivisection » (Animal Defence and Anti-Vivisection Society : ADAVS) en 1906 avec la Duchesse de Hamilton, ouvrant une boutique et un bureau au 170 Piccadilly à Londres. Parmi les actions de la société, Lind af Hageby lança une pétition aux alentours de 1906, « An Anti-Vivisection Declaration », qui fut distribuée autour du monde, et traduite dans plusieurs langues, et signée par d’importants anti-vivisectionnistes. En juillet 1909, elle organisa la première conférence internationale sur l’anti-vivisection à Londres. Mary Ann Elston écrit alors que la conférence avait favorisé le gradualisme dans le combat contre la vivisection.

## Lind af Hageby contre la presse
Lind af Hegeby fut reconnue en tant qu’oratrice d’exception, particulièrement après un deuxième procès pour diffamation en 1913, quand elle engagea des poursuites contre le Dr Caleb Saleeby, un physicien, la gazette Pall Mall Gazette, son créateur William Waldorf Astor, son éditeur James Louis Garvin, et son imprimeur D. C. Forrester. L’affaire faisait réponse aux deux articles de Saleeby en mai 1912, qui était accompagné d’une photo de vivisection que la société affichait dans leur boutique à Piccadilly, à propos de laquelle Helen Rappaport soulignait l’aspect choquant pour le public. Saleeby accusait Lind af Hageby dans la gazette de faire une campagne mensongère absolue. Lind af Hageby se représenta elle-même, à une époque où les femmes n’étaient pas admises en tant qu’avocates au Royaume-Uni, parce qu’elles n’étaient pas considérées comme des « personnes » selon la définition du Solicitors Act (en) de 1843,.
Ce procès dura du 1er au 23 avril 1913. Le discours d’ouverture de Lind af Hageby dura 9h30, ses preuves 9h, le contre-interrogatoire 8h30, et sa déclaration de fermeture 3h30. Le New York Times rapporte qu’elle a prononcé 210 000 mots et a posé 20 000 questions à 34 témoins. L’affaire aurait battu le record du nombre de mots prononcés lors d’un procès. Le juge, maître Thomas Bucknill (en), aurait dit que Lind af Hageby avait contre-examiné aussi bien que n’importe quel avocat aurait pu faire. « Son dernier discours fut très beau, dit-il. Elle est une femme d’une force incroyable. Jour après jour, elle n’a montré aucun signe de fatigue et n’a pas perdu son sang-froid. »
Lind af Hageby perdit le procès, mais cela servit de bonne publicité pour son travail.
Un diner végétarien fut tenu en son honneur quand le procès se termina. Lors d’un discours d’après dîner, le colonel Sir Frederic Cardew (en) avança l’importance des femmes dans la cause anti-vivisectionniste, prédisant à tort que « Le jour où les femmes pourront voter sera le jour où sonnera le glas de la vivisection ».

## Biographie d'August Strindberg
En 1913, Lizzy af Hageby publia une biographie de l’auteur et dramaturge August Strindberg. Elle fit l’éloge de son travail mais ne s’est cependant pas abstenue de critiquer son point de vue sur les femmes. Le livre fut fortement acclamé.

## Première Guerre Mondiale et mouvements pour la paix
Pendant la Première Guerre Mondiale, Lind af Hageby faisait partie de la Ligue internationale des femmes pour la paix et la liberté et créa des hôpitaux vétérinaires pour les chevaux blessées sur les champs de guerre. Avec la coopération du gouvernement français, elle créa aussi le Purple Cross Service aussi pour les chevaux blessés. Elle ouvrit un sanatorium en France pour les soldats blessés à Carqueiranne et écrit des pamphlets anti-guerre, en dédiant un aux femmes : Be Peacemalers. An Appeal to Women of the Twentieth Century to Remove the Causes of War (1924). De plus, elle s’est impliquée après-guerre pour protester contre les sports cruels, notamment la chasse aux hases, elle a supporté la ligue Our Dumb Friends, aussi connue sous le nom de La Croix Bleue. Elle s’est opposée à la vente de vieux chevaux aux abattoirs.

## Convictions

### Antivivisection
Linda af Hageby était opposée à la vivisection d’un côté dans l’intérêt des animaux et de l’autre parce qu’elle pensait que c’était de la mauvaise science, même si elle dit à la commission royale que qu’elle « n’avait aucune objection sur la vivisection, à condition que les vivisecteurs expérimentassent sur eux-mêmes ». Elle ajouta que diffamer la vivisection n’était pas assez, que les activistes devaient s’éduquer eux-mêmes afin d’assez bien comprendre la science pour être capable d’argumenter.
Tout au long de sa vie elle continua de prôner les réformes sociales et l’égalité économique comme étant le principal chemin pour vaincre la maladie humaine. Elle était une végétarienne stricte et devenue un membre de la London Vegetarian Society. Elle était aussi impliquée dans la ligue humanitaire (en) de Henry Stephens Salt. Leah Leneman écrit que Lind af Hageby pensait que la théorie de la sélection naturelle de Darwin essentielle pour la cause des animaux, car elle « provoqua la décadence de la vieille idée anthropocentrique de l’homme (…) que cela a enseigné que s’il y a cette parenté entre toutes les créatures vivantes, une part de notre responsabilité nous incombe surement de voir que ces créatures, qui ont des nerfs comme nous, qui ont des esprits différents du notre et non pas en nature mais en degré, doit être protégé (…) ».

### Féminisme
Elle fut aussi active dans plusieurs organisations féminines, comme la Women's Freedom League (Ligue féminine pour la liberté), soutenant que les similitudes qu’elle ressentait entre les humains et les non-humains ont eu des conséquences sur le droit de vote et l’éducation des femmes et que la défense des animaux et des femmes était connectée à un « courant général d’humanité en hausse. » En effet, la relation entre les droits des femmes et des animaux, aucun d’eux étant considéré comme des personnes du vivant de Lind af Hageby, avait été nettement illustrée un siècle plus tôt lorsque l’essai féministe Défense des droits de la femme de Mary Wollstonecraft (1792) avait été rapidement suivi d’une parodie reductio ad absurdum (raisonnement par l’absurde) : Vindication of the Rights Brutes, écrit anonymement par un philosophe de l’université de Cambridge.
Suivant les idées de Frances Power Cobbe, Lind af Hageby considérait le féminisme et la défense des animaux (et en particulier le véganisme) comme étant fortement liées, voyant l’avancée des femmes comme essentiel à la civilisation et les tensions entre les scientifiques hommes et femmes comme une bataille entre le féminisme et le machisme. Craig Buettinger écrit que le féminisme et l’antivivisection étaient fortement lié dans le Royaume-Uni, où la comparaison entre le traitement des femmes et des animaux aux mains des hommes scientifiques (et effectivement, de leurs maris) dominait le discours. Mais aux Etats-Unis d’Amérique, les activistes antivivisection fondaient leur besoin de protéger les animaux sur leurs devoirs en tant que mères et chrétiennes, et ne voyaient pas l’avancée des droits des femmes comme en faisant partie.
Lind af Hageby percevait la spiritualité et la chrétienté des activiste antivivisection américains comme étant directement lié aux droits des femmes et au progrès en général. « Ce qui est appelé l’efféminement par certains..., » a-t-elle écrit, « est en fait une spiritualité supérieure... et identique avec le développement de la civilisation elle-même. » Leneman a écrit que ce point de vue témoignait de l’implication des féministes dans la théosophie et dans d’autres mouvements spirituels. Lind af Hageby était elle-même impliquée dans la London Spiritualist Alliance (Alliance spiritualiste londonienne) de 1935 à 1943.

### Sanctuaire d’animaux et fin de vie
En 1950, à l’âge de 73 ans, elle participa au Hague World Congress (congrès mondial du Hague) pour la Protection des Animaux. À partir de 1954 elle dirigea un sanctuaire animalier de 96 hectares à Ferne House (en) près de Shaftesbury, Dorest, un domaine légué à la Animal Defence and Anti-Vivisection Society par la Duchesse d’Hamilton à la mort de cette dernière en 1951. La Duchesse, une amie de Lind af Hageby, avait utilisé le domaine comme sanctuaire animalier depuis la Seconde Guerre mondiale.
Lind af Hageby est morte à son domicile à Londres au 7 St Edmunds Terrace dans le district de St John’s Wood le 26 décembre 1963, laissant £91,739 dans son testament. Les actions de la société furent transférées à la Animal Defence Trust, qui en 2012 continuait d’accorder des subventions pour les questions de protection des animaux.